# André Buonomo
Pas d'image ? Cliquez ici

a Compétitions nationales et continentales officielles uniquement.

André Buonomo, né le 22 janvier 1950 à Sète, est un joueur de rugby à XV français évoluant au poste de Troisième ligne aile. Il est champion de France avec l'AS Béziers en 1972. Il est également aussi Entraîneur-joueur du Club olympique Creusot Bourgogne (1972-77). Entraîneur-joueur de RC Nîmes (1977-84). Entraîneur de Istres (1984-86). Entraîneur de Benetton-Trévise (1986-89). Entraîneur de RC Nice (1989-91). Entraîneur de Rodez (1991-1992). Entraîneur de  AS Béziers (1992-93). Son frère Yvan Buonomo est également un joueur de rugby à XV et a joué en équipe de France.

## Palmarès
- Champion d'Italie avec Benetton-Trévise en tant qu'Entraîneur 1989
- Montée en groupe B en tant qu'Entraîneur avec Istres en 1984
- Montée en groupe A en tant qu'Entraîneur-joueur avec Nîmes en 1981
- Montée en groupe A avec Le Creusot en tant qu'Entraîneur-joueur en 1975
- Vicr-champion de France 2ème division avec Le Creusot et montée en groupe B en tant qu'Entraîneur-joueur en 1973
- Champion de France en 1972  vainqueur du Bouclier de Brennus avec Béziers en tant que joueur
- Vainqueur du Challenge Yves du Manoir 1972 avec Béziers, joueur
- Vainqueur du Bouclier d'Automne 1970 et 1971 avec Béziers,  joueur
- Champion de France Junior, vainqueur de la Coupe Frantz Reichel avec Béziers en 1968, joueur
- International  Junior en 1968,  vainqueur du 1er tournoi FIRA